# Policejní prezidium České republiky
Policejní prezidium České republiky je útvar Policie České republiky, v jehož čele je policejní prezident. Policejní prezidium řídí, na rozdíl od jiných útvarů policie, činnost policie. Policejnímu prezidiu jsou podřízeny jednak útvary s celostátní působností a jednak krajská ředitelství policie.
Policejní prezidium určuje mj. cíle rozvoje policie, řeší koncepci její organizace a řízení a stanoví úkoly jednotlivých služeb. Policejní prezidium rovněž analyzuje a kontroluje činnost policie, vytváří policejním útvarům podmínky pro plnění jejich úkolů, koordinuje jejich činnost při plnění úkolů, které přesahují jejich územní nebo věcnou působnost a stanovuje příslušnou metodiku.
Policejní prezidium se při nakládání s majetkem České republiky a v právních vztazích považuje za součást organizační složky státu a účetní jednotky Ministerstvo vnitra.
Policejní prezidium provozuje národní součást Schengenského informačního systému a plní úkoly orgánu centrálně odpovědného za národní součást Schengenského informačního systému a úkoly orgánu zajišťujícího výměnu doplňujících informací k záznamům v Schengenském informačním systému.
Policejní prezidium je v rámci policie ústředním orgánem pro mezinárodní policejní spolupráci. Policejní prezidium je příslušné k plnění úkolů svěřených Národní jednotce Úmluvou založenou na článku K.3 Smlouvy o Evropské unii, o zřízení Evropského policejního úřadu (Úmluva o Europolu) a s ní souvisejícími a navazujícími předpisy Evropské unie a přijetí žádosti o uplatnění práva na přístup k údajům, které jsou uloženy u Evropského policejního úřadu, a žádosti o přezkoumání těchto údajů.